# Фридрих I (Прага)
Фридрих V фон Путелендорф (на немски: Friedrich V von Putelendorf; * ок. 1117; † 31 януари 1179) от фамилията Гозек от род Бурхардинги, е граф на Путелендорф и пфалцграф на Саксония, епископ на Прага (1169 – 1179).

## Биография
Той е вторият син на пфалцграф Фридрих IV фон Гозек-Путелендорф († 1125) и съпругата му Агнес ван Лимбург († 1136), дъщеря на граф Хайнрих I фон Лимбург († 1119), херцог на Долна Лотарингия. Роднина е на Юдит Тюрингска, кралицата на Бохемия от 1158 до 1172 г. Брат е на Хайнрих фон Путелендорф († 1126), пфалцграф на Саксония, и на Берта († 1190), омъжена за граф Бертхолд I фон Хенеберг († 1159), бургграф на Вюрцбург.
Фридрих V фон Путелендорф е през 1147 г. каноник в катедралата на Магдебург и по-късно се мести в манастир Страхов в Прага. През 1169 г., с помощта на Юдит Тюрингска, той е избран за епископ на Прага.
Фридрих е привърженик на крал Владислав II и на синът му херцог Фредерик и затова не е обичан в двора на новия херцог Собеслав II. Понеже не говори езика на страната Фридрих V фон Путелендорф не е много обичан и от народа.

## Фамилия
Фридрих V фон Путелендорф е сгоден сл. 1126 г. за Гизела фон Шварцбург-Кефернбург, дъщеря на граф Зицо III фон Шварцбург-Кефернбург († 1160) и съпругата му Гизела фон Берг († 1153).